# 마리오&루이지 RPG 브라더십!
마리오&루이지 RPG 브라더십!(일본어: マリオ&ルイージRPG ブラザーシップ!, Mario & Luigi: Brothership)은 어콰이어가 개발하고 닌텐도가 닌텐도 스위치용으로 출시한 2024년 롤플레잉 비디오 게임이다. 마리오&루이지 RPG 페이퍼 마리오 MIX(2015)에 이어 마리오&루이지 시리즈의 여섯 번째 주요 작품이며 홈 콘솔에 출시된 최초의 마리오&루이지 게임이다. 신비한 포털이 나타난 후, 마리오와 루이지는 버섯 왕국의 다른 주민들과 함께 콩코르디아의 세계로 이동하게 되고, 그곳에서 어둠의 세력 글롬이 분리되고 고독한 주민들을 고립되기 시작한 후 땅을 재결합하기 위해 노력하고 있음을 알게 된다. 게임에서 플레이어는 형제를 제어하여 콩코르디아를 탐험하고, 퍼즐을 풀고, 퀘스트를 완료하는 동시에 턴 기반 전투에서 만나는 적과 교전한다.
이 게임은 2024년 6월 18일 닌텐도 다이렉트에서 처음 발표되었으며, 파산으로 인해 2019년 알파드림이 폐쇄된 후 시리즈의 개발자 변경이 공개되었다. 미리보기에서는 Acquire가 홈 콘솔용으로 설계된 완전한 3D 게임을 만드는 데 중점을 두었으며 탐색과 퀘스트에 더 중점을 두고 전투 시스템을 수정하여 공격과 함께 팀워크 작업에 초점을 맞춘 것으로 나타났다. 브라더십의 대표적인 요소는 플레이어가 십셰이프아일랜드(Shipshape Island)를 사용하여 콩코르디아의 다양한 땅을 탐험하는 세계 탐색으로, 처음에는 섬이 다시 연결될 때까지 플레이어가 갈 수 있는 위치를 제한하여 탐험할 새로운 영역을 열어준다.
브라더십은 2024년 11월 7일에 출시되었다. 아트 스타일, 전투, 스토리에 대한 칭찬과 함께 일반적으로 긍정적인 평가를 받았다. 퍼즐에 포함된 게임의 "루이지 로직" 메커니즘은 엇갈린 반응을 받았으며 속도와 성능이 비판을 받았다.

## 평가
| 평가 |               |
| --- | ------------- |
| 통합 점수 통합사 점수 메타크리틱 77/100 [ 1 ] [ a ] 오픈크리틱 68% recommend [ 2 ] 평론 점수 평론사 점수 디스트럭토이드 6/10 [ 3 ] 유로게이머 4/5 [ 4 ] 게임스팟 6/10 [ 5 ] 게임스레이더+ 4/5 [ 6 ] IGN 5/10 [ 7 ] 닌텐도 라이프 9/10 [ 8 ] 섁뉴스 9/10 [ 9 ] 가디언 4/5 [ 10 ] |               |
| 통합 점수 |               |
| 통합사 | 점수          |
| 메타크리틱 | 77/100        |
| 오픈크리틱 | 68% recommend |
| 평론 점수 |               |
| 평론사 | 점수          |
| 디스트럭토이드 | 6/10          |
| 유로게이머 | 4/5           |
| 게임스팟 | 6/10          |
| 게임스레이더+ | 4/5           |
| IGN | 5/10          |
| 닌텐도 라이프 | 9/10          |
| 섁뉴스 | 9/10          |
| 가디언 | 4/5           |